# Bains-les-Bains
Bains-les-Bains korábbi község Franciaországban, Vosges megyében. Lakosainak száma 1176 fő (2018. január 1.). Bains-les-Bains Trémonzey, Les Voivres, La Chapelle-aux-Bois, Le Clerjus, Fontenoy-le-Château, Hautmougey és Fontenoy-le-Château községekkel határos.
2017. január 1-jén Harsault és Hautmougey korábbi községgel egyesült és az így létrejött La Vôge-les-Bains új község része lett.

## Népesség
A település népességének változása:
| Lakosok száma | 1204 | 1208 | 1783 | 1173 | 1176 |
|               | 2013 | 2015 | 2016 | 2017 | 2018 |